# Hilda Furacão (miniserie)
Hilda Furacão (en espanõl: Hilda Huracán) es una miniserie de televisión brasileña de drama creada por Glória Perez y transmitida por la cadena TV Globo en el 1998. Su trama es una adaptación de la novela homónima, publicada en 1991, del escritor brasileño Roberto Drummond. Retrata la vida de una socialité que escandalizó a la sociedad de Minas Gerais en las décadas de 1950 y 1960 al convertirse en prostituta. La miniserie, al igual que el libro, mezclaba personajes reales y ficticios. Pérez, quien estuvo a cargo de la adaptación televisiva, creó tramas paralelas, que cautivaron al espectador.
Está protagonizada por Ana Paula Arósio, Rodrigo Santoro y Danton Mello, contando con las actuaciones de Eva Todor, Paulo Autran, Thiago Lacerda, Tarcísio Meira y Rogério Cardoso. Hilda Furacão fue elegida por la APCA (Associação Paulista de Críticos de Arte) como la mejor producción de dramaturgia en TV en 1998. Arósio fue premiada con el Troféu Imprensa a la mejor revelación en TV. En 2002, la miniserie se lanzó en DVD.

## Sinopsis
La miniserie cuenta la historia de Hilda Furacão (Ana Paula Arósio), la prostituta más deseada de Belo Horizonte en los años 50. Hija de una familia de clase media tradicional, Hilda renunció a su matrimonio y se refugió entre las prostitutas. El joven idealista Roberto Drummond (Danton Mello) se va a vivir a Belo Horizonte con sus amigos de la infancia: el seminarista Malthus (Rodrigo Santoro), conocido como «el Santo», que va a la capital en busca de un convento de dominicos; y Aramel (Thiago Lacerda), un chico que se propone aprender inglés, soñando con ser algún día actor en Hollywood. Los tres amigos viven la experiencia de llegar juntos a una gran ciudad.
En un momento de efervescencia política, Drummond conoce a Hilda durante una misa bailable en el Minas Tênis Clube, donde gana el concurso de Miss Verano. Además de la belleza, Hilda parece tener algo diferente, lo que moviliza el talento del chico para escribir. Drummond pronto se convierte en un reportero principiante del periódico Folha de Minas. Más tarde, Hilda se compromete con Juca (Pedro Brício), insegura de las decisiones que la vida la ha llevado a tomar, Hilda busca a Madame Janete (Arlete Salles), una vidente que le asegura que Juca no es el hombre de su vida. Hilda también escucha de la vidente que solo encontrará el verdadero amor después de mucho sufrimiento y está relacionado con la pérdida de uno de sus zapatos. El hombre que le devolviera ese zapato sería su gran amor.
Disgustada con lo que consideró una farsa de la vidente, Hilda se encarga de los preparativos de la boda. Sin embargo, el día de la ceremonia, ella le dice al novio que no quiere casarse y los dos pelean. Después de pelear con su madre, Bertha (Eliane Giardini), Hilda deja su casa sin destino y se hospeda en el Hotel Maravilhoso. Vestida de novia, despierta la curiosidad de todos. Entonces, Hilda se convierte en la prostituta más deseada de la ciudad. Poco después, la profecía comienza a cumplirse. Después de una tormenta, Hilda pierde un zapato, que Malthus encuentra. Cuando descubre quién lo encontró, comienza a hostigarlo. Para escapar de la atracción que siente por la mujer, Malthus se inflige castigos físicos.

## Reparto
El reparto de la miniserie estuvo formado por:

### Personajes principales
- Ana Paula Arósio – Hilda Gualtieri Müller (Hilda Furacão)
- Danton Mello – Roberto Drummond
- Rodrigo Santoro – Malthus
- Thiago Lacerda – Aramel

### Personajes recurrentes
- Claudia Alencar – Divinéia
- Paloma Duarte – Leonor
- Matheus Natchergaelle – Cintura Fina
- Rosi Campos – Maria Tomba-Homem
- Anselmo Vasconcellos – Jabuti
- Mario Lago – Olavo
- Roberto Bonfim – João Filogônio
- Tarcísio Meira – João Possidônio